# Монтичело (Горица)
Монтичело је насеље у Италији у округу Горица, региону Фурланија-Јулијска крајина.
Према процени из 2011. у насељу је живело 27 становника. Насеље се налази на надморској висини од 35 м.